# Mas Resta
El Mas Resta és una obra d'Agullana (Alt Empordà) inclosa a l'Inventari del Patrimoni Arquitectònic de Catalunya.

## Descripció
Edifici de planta irregular situat al veïnat de l'Estrada. És una casa amb paredat de pedra sense escairar i obertures carreuades. La façana principal, té la coberta a dues vessants, i planta baixa i golfes. Aquesta coberta té continuïtat a la façana posterior, amb dos alcats diferents. Aquesta és de planta baixa, pis i golfes, amb un porxo d'accés amb dues voltes de canó, que donen lloc a una terrassa a la que s'hi accedeix a través d'una escala exterior, que es troba al costat del porxo.